# Gary Bailey
Gary Richard Bailey (ur. 9 sierpnia 1958 w Ipswich) – angielski piłkarz. Grał na pozycji bramkarza. Swoją karierę seniorską rozpoczął w 1975 roku w klubie Wits University. Grał tam przez 3 lata do 1978 roku. W tym samym roku Gary przeniósł się do Manchesteru United. W tym klubie grał przez 9 lat (do 1987 roku) i rozegrał aż 294 spotkania w barwach Manchesteru United. Rok później przeniósł się do klubu z Republiki południowej Afryki, Kaizer Chiefs, w którym nie zagrał żadnego meczu. W swojej karierze zagrał dwa mecze w angielskiej reprezentacji narodowej.